# Alessandro Zanon
Alessandro Zanon (Roma, 6 maggio 1949) è un tecnico del suono italiano, vincitore di quattro David di Donatello per il miglior suono, un Nastro d'argento al migliore sonoro in presa diretta e tre Ciak d'oro per il migliore sonoro in presa diretta.

## Biografia
Debutta negli anni settanta.

## Filmografia
- Da grande, regia di Franco Amurri (1987)
- Corsa di primavera, regia di Giacomo Campiotti (1989)
- Il ladro di bambini, regia di Gianni Amelio (1992)
- Nessuno, regia di Francesco Calogero (1992)
- Il grande cocomero, regia di Francesca Archibugi (1993)
- Lamerica, regia di Gianni Amelio (1994)
- La seconda volta, regia di Mimmo Calopresti (1995)
- Aprile, regia di Nanni Moretti (1998)
- Così ridevano, regia di Gianni Amelio (1998)
- La stanza del figlio, regia di Nanni Moretti (2001)
- La spettatrice, regia di Paolo Franchi (2004)
- La vita che vorrei, regia di Giuseppe Piccioni (2004)
- Le chiavi di casa, regia di Gianni Amelio (2004)
- Il caimano, regia di Nanni Moretti (2006)
- La ragazza del lago, regia di Andrea Molaioli (2007)
- La doppia ora, regia di Giuseppe Capotondi (2009)
- Lo spazio bianco, regia di Francesca Comencini (2009)
- Habemus Papam, regia di Nanni Moretti (2011)
- Io sono Li, regia di Andrea Segre (2011)
- La prima neve, regia di Andrea Segre (2013)
- L'intrepido, regia di Gianni Amelio (2013)
- Il giovane favoloso, regia di Mario Martone (2014)
- Mia madre, regia di Nanni Moretti (2015)
- La tenerezza, regia di Gianni Amelio (2017)
- Capri-Revolution, regia di Mario Martone (2018)

## Premi e riconoscimenti
- David di Donatello
  - 1995 - Miglior suono per Lamerica
  - 2005 - Miglior suono per Le chiavi di casa[1]
  - 2006 - Miglior suono per Il caimano[2]
  - 2008 - Miglior suono per La ragazza del lago[3]
- Nastro d'argento
  - 2005 - Miglior sonoro per La vita che vorrei e Le chiavi di casa[4]
- Ciak d'oro
  - 1990 - Candidatura a miglior sonoro per Corsa di primavera
  - 1993 - Miglior sonoro per Il ladro di bambini
  - 1995 - Miglior sonoro per Lamerica[5]
  - 2008 - Miglior sonoro per La ragazza del lago[6]